# Balsas
Balsas (španělsky Río Balsas) je řeka v Mexiku (státy Puebla, Guerrero, Michoacán). Je 724 km dlouhá. Povodí má rozlohu 113 100 km².

## Průběh toku
Zdrojnice Atoyac a Nexapa pramení v jižní části Mexické pahorkatiny. Po celé své délce protéká horami. Na horním toku to je pohoří Atoyac a na středním Mescala. Ústí do Tichého oceánu. Vyznačuje se velmi rychlým tokem. V korytě jsou časté peřeje. Na horním toku zdrojnice Atoyac leží město Puebla.

## Přítoky
- zdrojnice
  - zleva Atoyac (zleva Mixteco)
  - zprava Nexapa
- přítoky
  - zleva Tlapaneco
  - zprava Amacuzac, Sultepec, Cutzamala, Tacambaro, Tapalcatepec

## Využití
Na dolním toku u soutoku s Tapalcatepecem byla vybudována velká přehradní nádrž Infiernillo.